# Шарпсбург (Кентуккі)
Шарпсбург (англ. Sharpsburg) — місто (англ. city) в США, в окрузі Бат штату Кентуккі. Населення — 365 осіб (2020).

## Географія
Шарпсбург розташований за координатами 38°12′7″ пн. ш. 83°55′33″ зх. д. / 38.20194° пн. ш. 83.92583° зх. д. (38.201834, -83.925849).  За даними Бюро перепису населення США в 2010 році місто мало площу 0,51 км², з яких 0,51 км² — суходіл та 0,00 км² — водойми.

## Демографія
Згідно з переписом 2010 року, у місті мешкали 323 особи в 164 домогосподарствах у складі 83 родин. Густота населення становила 633 особи/км².  Було 194 помешкання (380/км²).
Расовий склад населення:
| - 82,0 % — білих - 14,6 % — чорних або афроамериканців - 1,5 % — вихідців з тихоокеанських островів - 0,3 % — корінних американців |

До двох чи більше рас належало 1,5 %. Частка іспаномовних становила 1,9 % від усіх жителів.
За віковим діапазоном населення розподілялося таким чином: 17,3 % — особи молодші 18 років, 58,9 % — особи у віці 18—64 років, 23,8 % — особи у віці 65 років та старші. Медіана віку мешканця становила 47,4 року. На 100 осіб жіночої статі у місті припадало 93,4 чоловіків;  на 100 жінок у віці від 18 років та старших — 90,7 чоловіків також старших 18 років.
Середній дохід на одне домашнє господарство  становив 36 727 доларів США (медіана — 25 000), а середній дохід на одну сім'ю — 49 995 доларів (медіана — 41 042). За межею бідності перебувало 27,1 % осіб, у тому числі 39,3 % дітей у віці до 18 років та 20,8 % осіб у віці 65 років та старших.
Цивільне працевлаштоване населення становило 127 осіб. Основні галузі зайнятості: виробництво — 21,3 %, сільське господарство, лісництво, риболовля — 16,5 %, освіта, охорона здоров'я та соціальна допомога — 15,0 %.